# Sam Polanen
Samuel Francis Polanen (Paramaribo, 24 september 1941 – aldaar, 11 februari 2022) was een Surinaams jurist gespecialiseerd in staats- en bestuursrecht.

## Jeugd en opleiding
Sam Polanen was de zoon van Guillaume Emile Eugene (Gilly of Guilly) Polanen, predikant van de Evangelische Broedergemeente en Antoinette Beatrice Caroline Lashley. Het echtpaar kreeg acht kinderen.
Sam was het derde kind, hij werd geboren in 1941. Hij bezocht de Friedrich Stahelinschool aan de Gravenstraat (nu Henck Arronstraat). Toen hij tien jaar was, mocht hij met een echtpaar dat bevriend was met zijn ouders voor zes maanden mee naar Nederland. Die zes maanden werden uiteindelijk 23 jaar. Hij groeide op in een pleeggezin, maakte de lagere school af, volgde het gymnasium en koos als vervolgopleiding de studie tandheelkunde. Dit op aandringen van zijn oom Desi Polanen, die in Paramaribo een bloeiende tandartspraktijk had. Die studie brak hij na een jaar af om rechten te gaan studeren, eerst in Groningen en later in Leiden. Op 8 mei 1973 behaalde hij zijn doctoraal examen rechten aan de Universiteit Leiden.

## Werkzaamheden
In 1974 keerde hij terug naar Suriname. Hij trad in dienst van de overheid als secretaris van de Grondwetscommissie. De commissie was belast was met de voorbereiding van de Grondwet van Suriname die na de onafhankelijkheid in 1975 in werking zou treden.
In 1976 werd hij benoemd tot docent staats- en bestuursrecht aan de Anton de Kom Universiteit van Suriname (AdeKUS). In 2009 legde hij deze functie neer. 
In 1979 werd hij door de ministerraad benoemd tot secretaris van de Raad van Advies.
Polanen was lid van het hoofdstembureau van het district Commewijne. Hij werd in 1987 lid en later voorzitter van het Onafhankelijk Kiesbureau (OKB), de instantie die toezicht houdt op het correcte verloop van de verkiezingen. In 2014 volgde hij, aanvankelijk nog als waarnemend voorzitter, Lothar Boksteen op als voorzitter van het Centraal Hoofdstembureau.
In 1988 publiceerde hij Het kiesstelsel van de Republiek Suriname. Deze beknopte  uitgave is gebaseerd op een serie artikelen in het dagblad De West en was bedoeld om voorlichting te geven over het nieuwe kiesstelsel dat in 1987 werd ingevoerd. Hij zet daarin uiteen hoe de verkiezingen georganiseerd zijn voor De Nationale Assemblée en de nieuwe regionale volksvertegenwoordigingen, de districts- en de ressortraden. Polanen was als hoofd van het Bureau Wetgeving van het ministerie van Justitie en Politie nauw betrokken bij het wetgevingsproces dat uiteindelijk uitmondde in de Kiesregeling 1987.
Van 1988 tot 2001 was hij algemeen secretaris van de Centrale Bank van Suriname.
In 2016 kwam het Eindrapport van de Staatscommissie Grondwetsherziening gereed. Sam Polanen was voorzitter van deze commissie.

## Onderscheidingen
In 1978 werd Polanen benoemd tot Ridder in de Ereorde van de Gele Ster en in 2010 tot Grootofficier in de Ereorde van de Palm. Hij werd in 2023 een maand lang geëerd op de Iconenkalender van NAKS.

## Publicatie
Het kiesstelsel van de Republiek Suriname. Paramaribo, 1995 2e dr.